# Lijst van Britse historische motorfietsmerken
Dit is een lijst van Britse historische motorfietsmerken zonder eigen artikel

### Arab
(Arab Cycles, Birmingham, 1923 - 1926). Arab was een motorfietsmerk dat een klein aantal 147cc-motorfietsen met Villiers-motor bouwde.

### Austen
(Austen Cycle Co., London 1903-1906). Austen was een klein Engels motorfietsmerk dat onder andere 2¼pk-Kelecom-Antoine-inbouwmotoren toepaste.

### Autosco
(Brown & Layfield, Empire Parade, London 1920 - 1921). Austosco was een Brits scootermerk dat een motor van 180 cc toepaste.

### Baron
(Baron Cycle Co., Birmingham 1920 – 1921). Dit was een Britse fabriek die slechts korte tijd motorfietsen met 269cc-Villiers- en 346cc-Blackburne-motoren maakte.

### Blackford
Blackford was een klein Brits motorfietsmerk, gebouwd bij Frank Blackford Cycles Ltd., Tottenham, Londen 1902 - 1904). Het maakte motorfietsen met 211cc-Minerva-blok.

### Charlton
(Charlton Motor Co., London 1904 - 1908). Charlton was een Brits merk dat motorfietsen produceerde waar men Franse 402cc-Buchet-motoren inbouwde.

### CMM (Coventry)
(Coventry Motor Mart, Coventry 1919 - 1921). Het Britse merk CMM was eigenlijk een garage, waar eigen frames werden gemaakt waarin 292cc-Union-blokken werden gemonteerd. Er was nog een merk met de naam CMM, zie CMM (Lyon).

### Croft
De fabriek waar de Croft-motorfietsen gemaakt werden stond in het Engelse Coventry. Men produceerde tussen 1923-1926 een reeks motoren. Als motorblok werd meestal een British Anzani-990cc-V-twin-achtklepsmotor gebruikt, waardoor bij deze modellen de dubbele naam Croft-Anzani gebruikt werd. Bij enkele modellen werden ook 1078cc-Anzani-blokken toegepast.

### Dene
Dene is een historisch motorfietsmerk. The Dene Motor Cycle Co. was gevestigd in Newcastle en bestond van 1903 tot 1922. Dene stelde motorfietsen samen met eigen frames en Fafnir-, Precision-, Green-Precision-, Abingdon- en JAP-motorblokken.

### Douglas Beasley
De Engelsman Douglas Beasley bouwde in 1955 een 125cc-tweecilinderracemotorfiets met twee bovenliggende nokkenassen en vier versnellingen.

### Elf-King
Elf-King is een historisch Brits motorfietsmerk dat van 1907 tot 1909 Minerva-eencilinders en V-twins met handstarter inbouwde. De bedrijfsnaam was Elf-King Bond & Cooper, Crown Works, Birmingham.

### Elmdon
Elmdon is een historisch motorfietsmerk, geproduceerd van 1915 tot 1921 door Joseph Bourne & Sons in Birmingham. Dit was een van de vele kleine Britse motorfietsfabrikanten. Elmdon bouwde 269cc-Villiers-motoren in zijn frames.

### Endrick
Endrick is een historisch merk van Brits motorfietsen. Het maakte van 1911 tot 1915 2 modellen, één met een PeCo-tweetaktmotor van 346 cc en één met een Precision-zijklepper van 496 cc.

### Fairfield
Fairfield is een historisch merk van motorfietsen. Alfred Forster Motorcycles, Warrington was een klein Brits bedrijf dat in 1914 en 1915 goedkope 269cc-tweetakten met eigen motor bouwde, maar door de Eerste Wereldoorlog al snel de productie moest stilleggen.